# ZIL-131

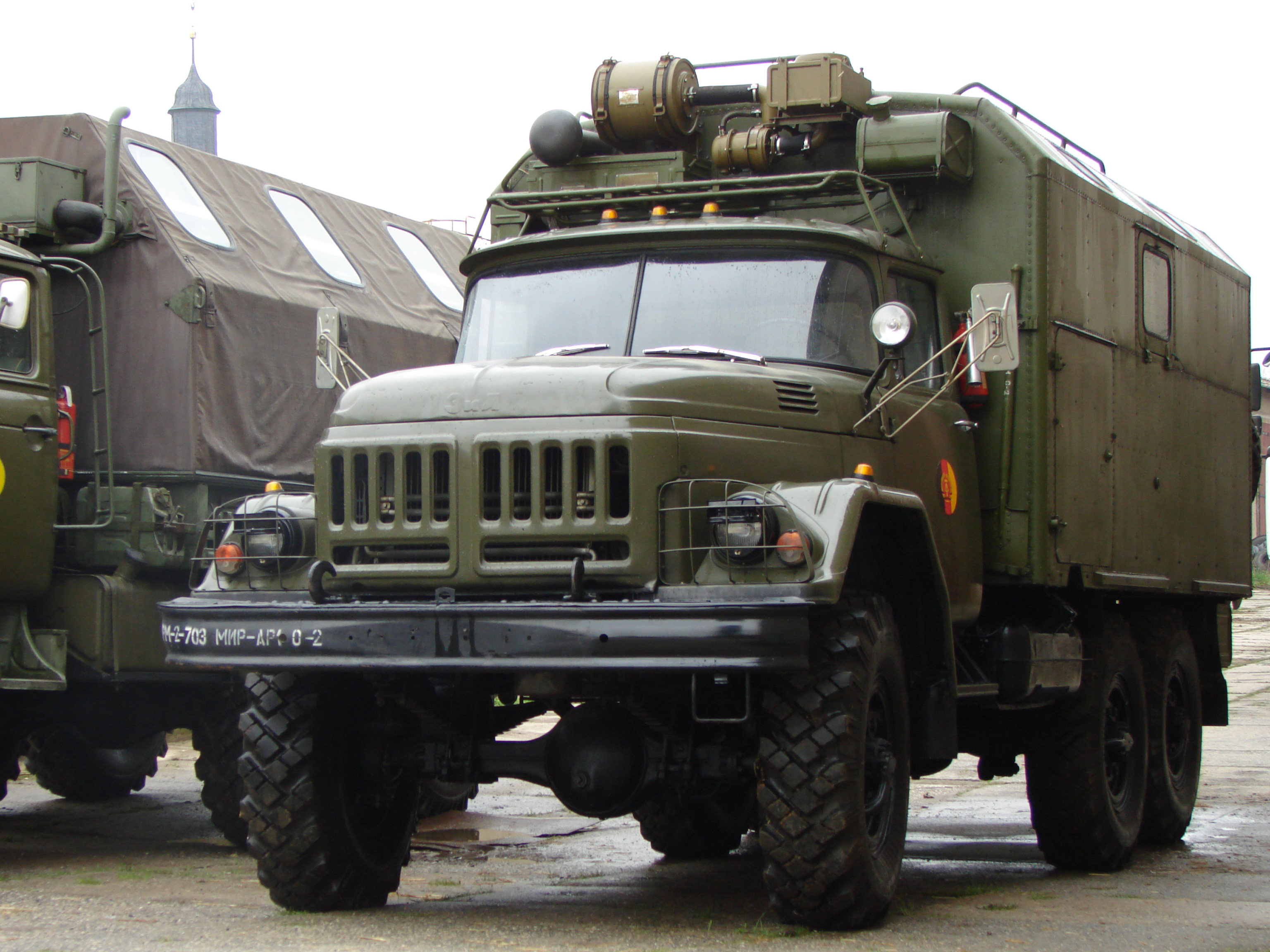
ZIL-131 (ehemaliges NVA-Fahrzeug) heute in einer Privatsammlung (2009)

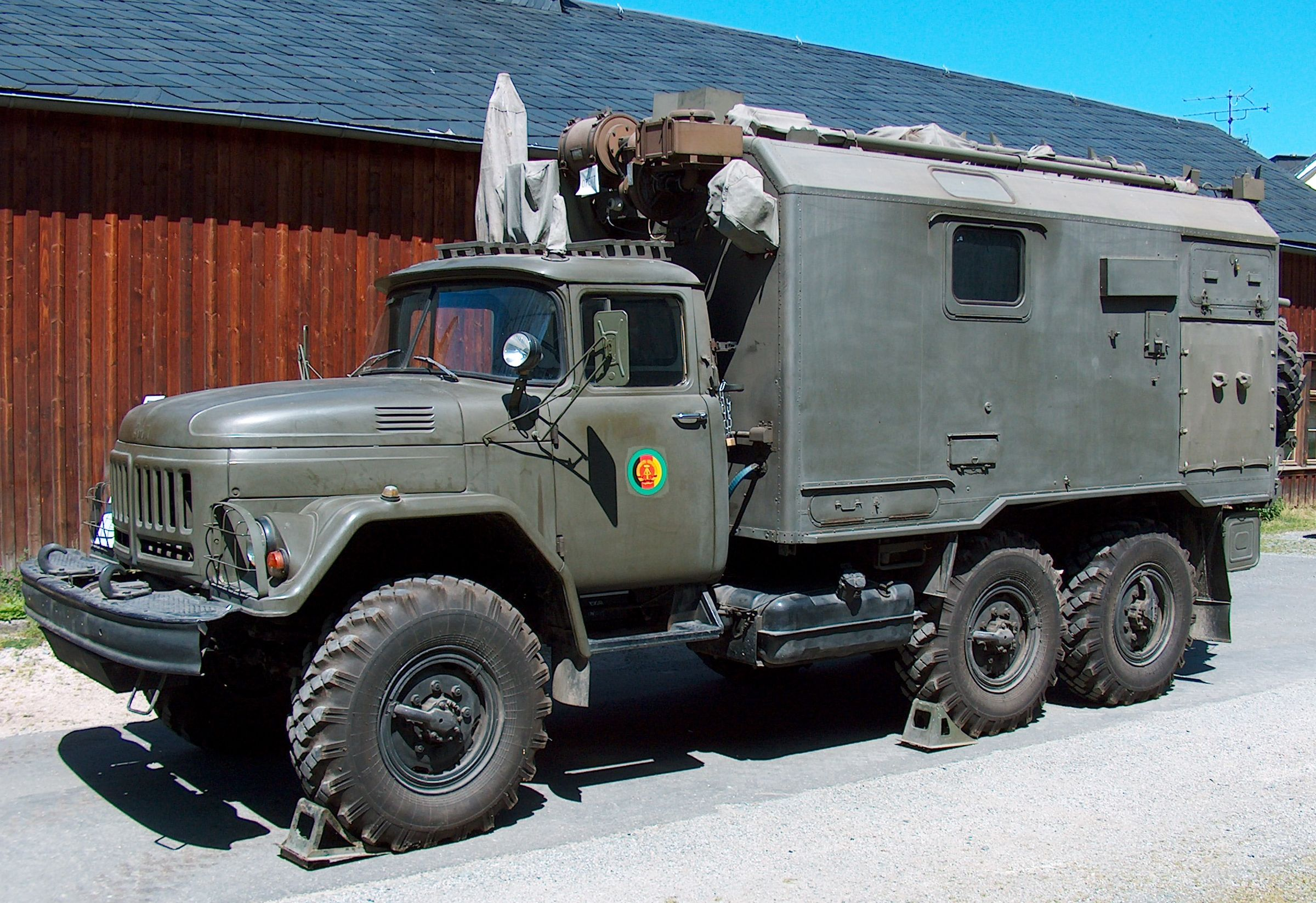
Funkstation auf ZIL-131, ehemals Ausrüstung der Grenztruppen der DDR

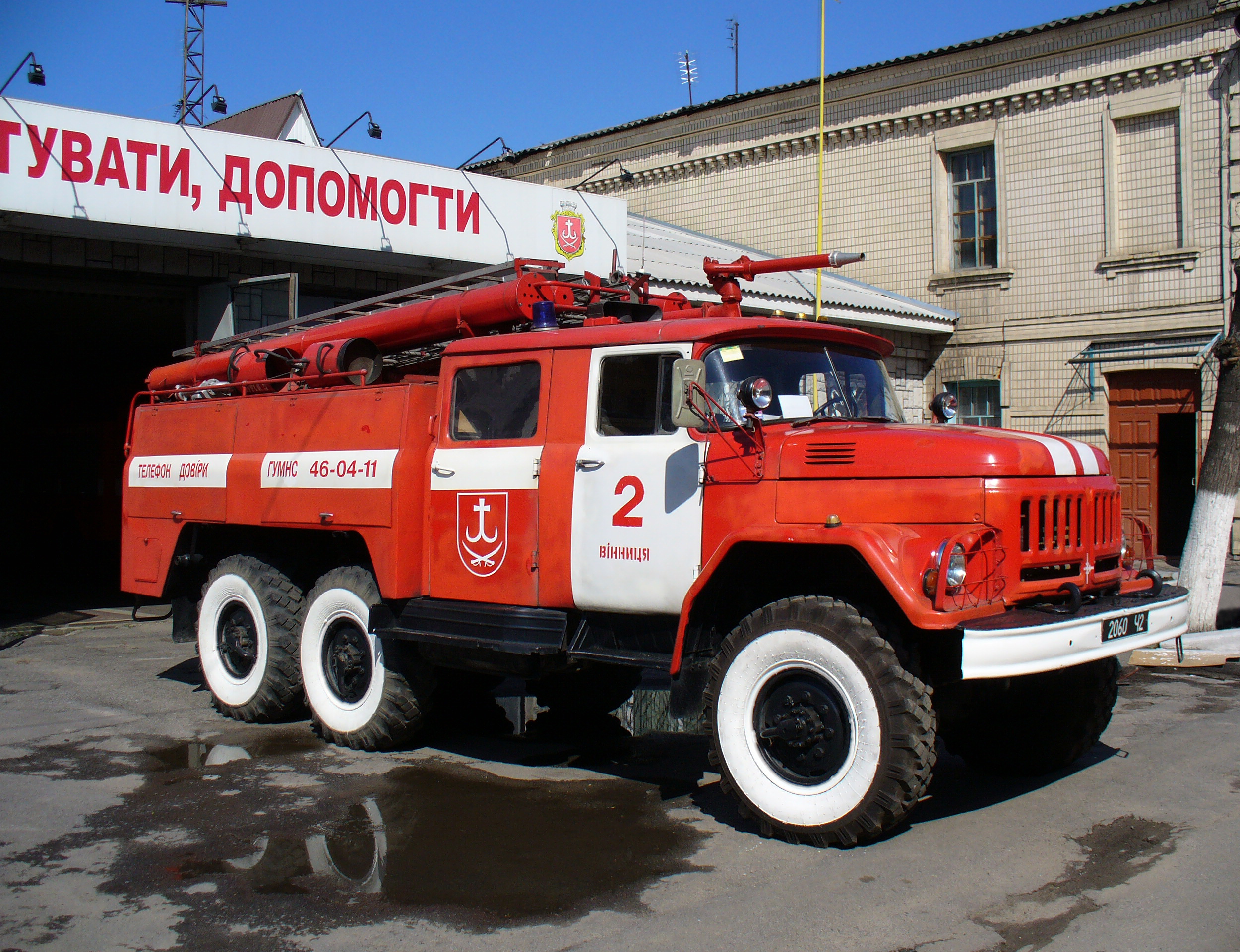
Feuerwehrfahrzeug AZ-40 mit Doppelkabine auf Basis des ZIL-131

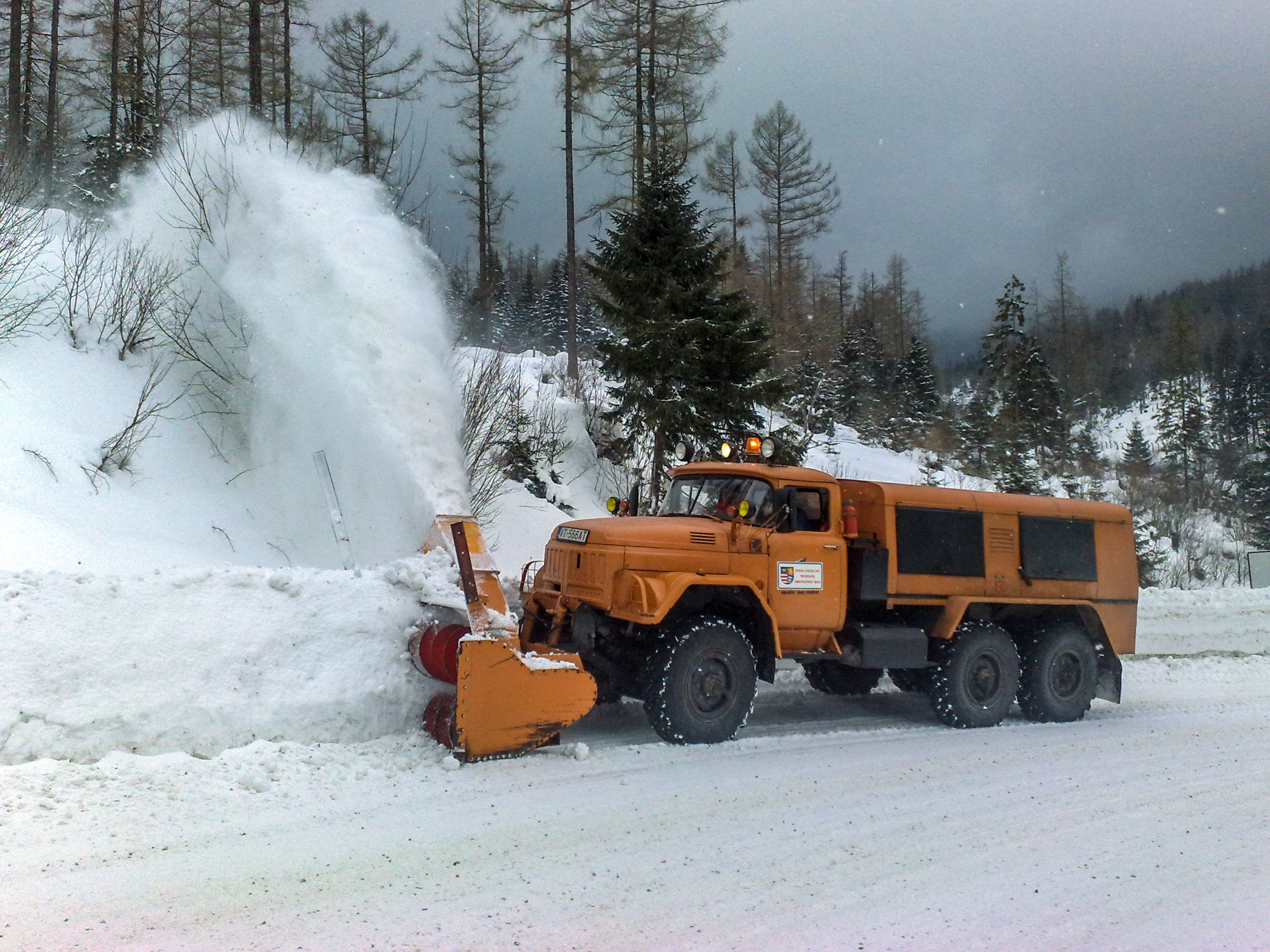
ZIL-131 mit Schneefräse DE-210 (2012)

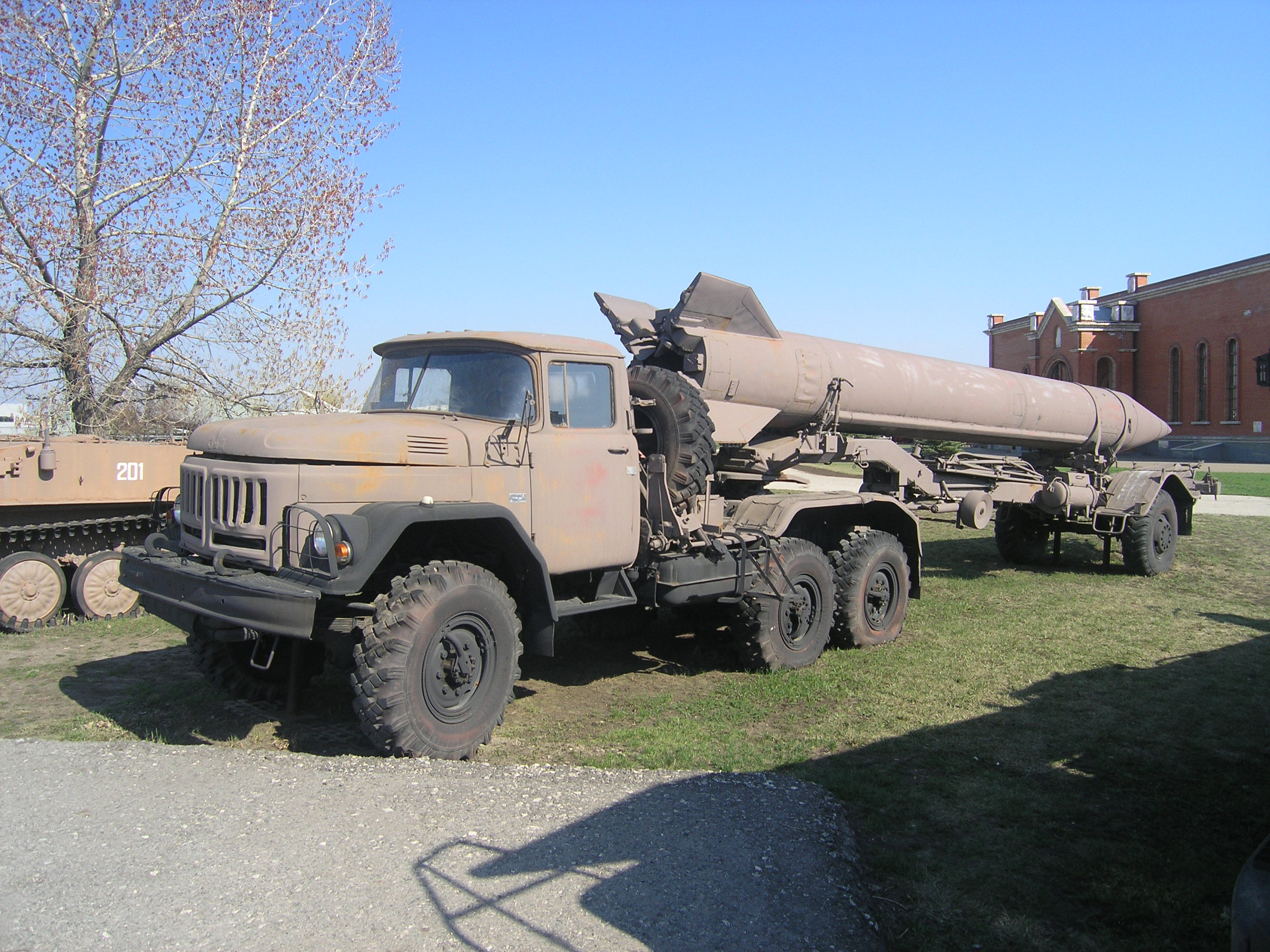
Zugmaschine ZIL-131W mit Auflieger in einem Militärmuseum

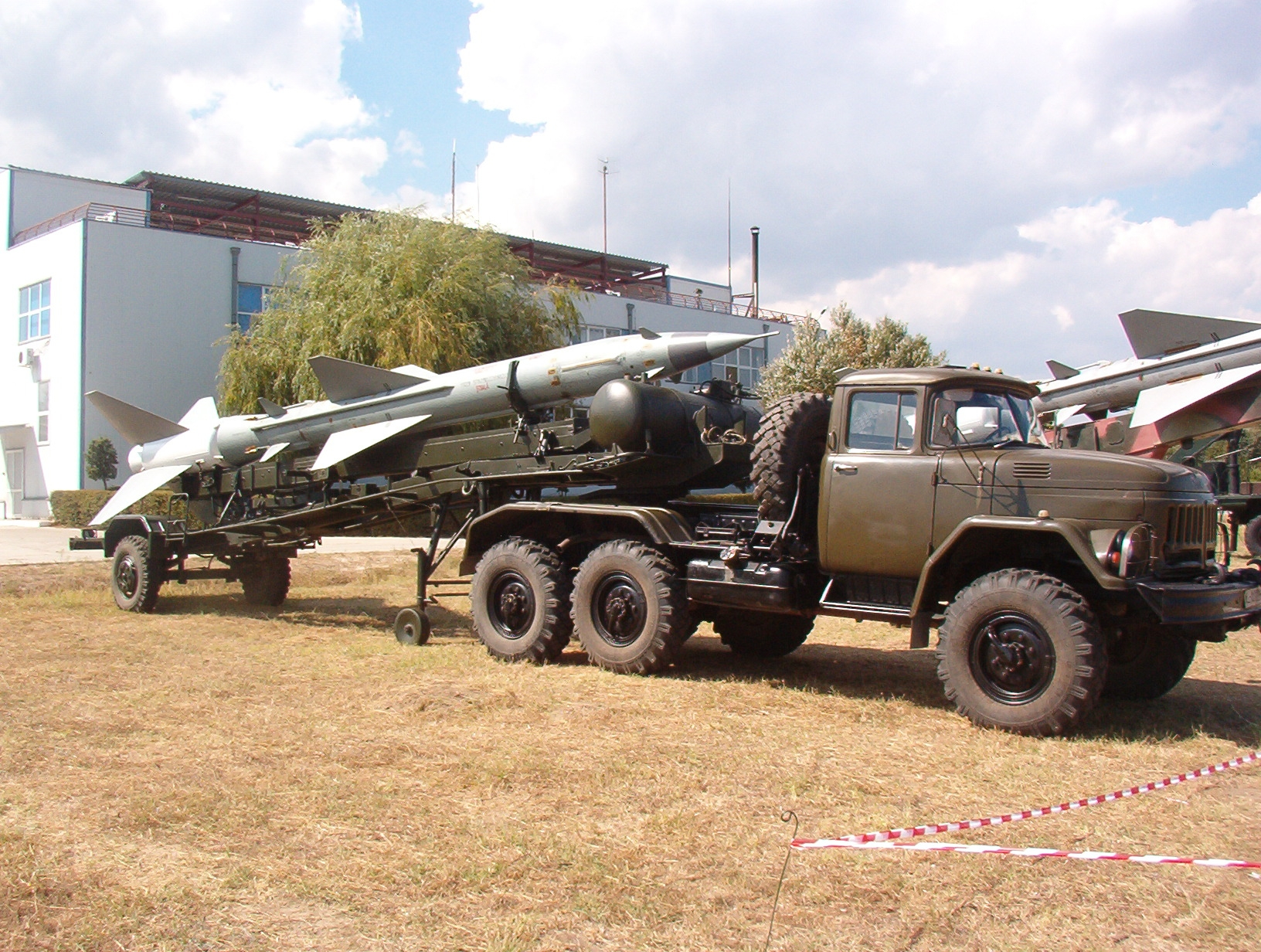
ZIL-131W mit Flugabwehrrakete im Dienst der Rumänischen Armee (2006)

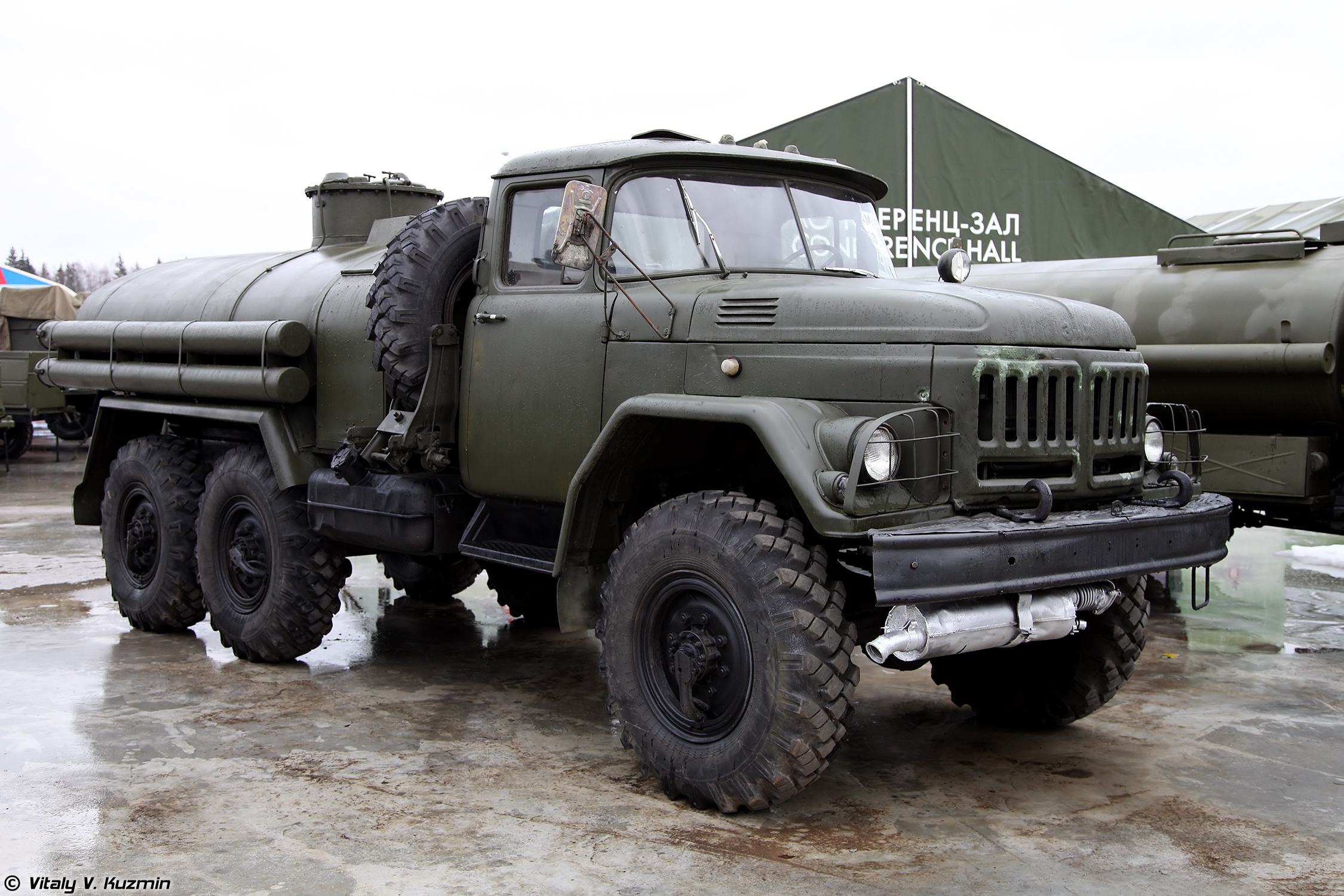
ZIL-131 als militärischer Tankwagen (AZ-4,0-131) im Park Patriot (2015)

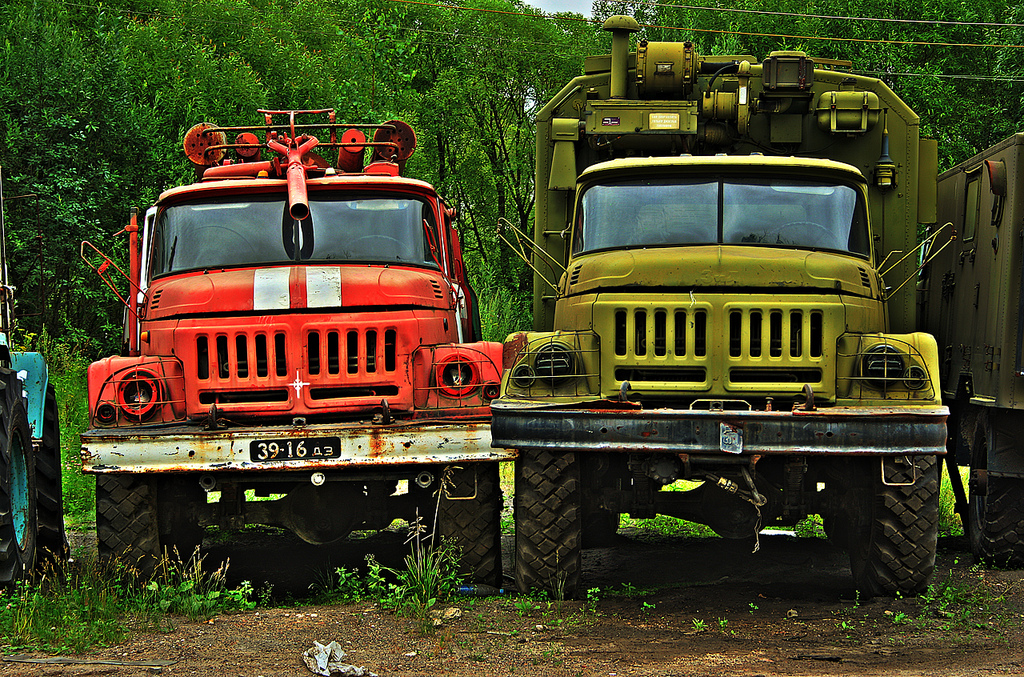
Zwei abgestellte ZIL-131 (2010)

Der ZIL-131 (russisch ЗИЛ-131) ist ein ab 1967 zuerst vom sowjetischen Fahrzeughersteller Sawod imeni Lichatschowa gebauter Lastkraftwagen. Dieser Lkw findet aufgrund seiner guten Geländegängigkeit hauptsächlich im Militär Verwendung, aber auch im zivilen Bereich wurde und wird er insbesondere für Spezialaufbauten eingesetzt. Er war, zusammen mit dem Ural-375D, der Standard-Lkw in vielen Armeen der Staaten des Warschauer Paktes.
Neben dem ZIL-131 existiert der ZIL-133, eine zivile Version ohne Allradantrieb und Niederdruckreifen.

## Fahrzeuggeschichte
Die Entwicklung des Fahrzeugs reicht zurück bis Mitte der 1950er-Jahre. Während der Entwicklung des ZIL-157 aus dem Vorgänger ZIS-151 wurde damit begonnen, einen neuen dreiachsigen Militärlastwagen mit Allradantrieb zu konzipieren. Das Projekt erhielt zunächst den Namen ZIS-131, 1956 wurde ein erster Prototyp präsentiert, der große Ähnlichkeiten mit den ersten Prototypen des ZIL-130 hatte.
Drei Jahre später, 1959, waren die Tests an den Prototypen erfolgreich abgeschlossen und das Fahrzeug aufgrund der Entstalinisierung in ZIL-131 umbenannt. Es wurde ein Produktionsstart für 1961 oder 1962 geplant, der jedoch nicht eingehalten werden konnte. Zunächst begann 1964 die Serienproduktion des ZIL-130, erst 1967 konnte mit der Herstellung des komplexeren ZIL-131 begonnen werden. Einige Baugruppen des Fahrzeugs wie Achsen und Winden wurden ab diesem Zeitpunkt in einem Zweigwerk von ZIL, dem Brjanski Awtomobilny Sawod, gefertigt.
1974 wurde das Fahrzeug mit dem staatlichen Gütesiegel der UdSSR ausgezeichnet. 1986 überarbeitete der Hersteller die Lastwagen, die neue Version wurde mit ZIL-131N bezeichnet. Ein Jahr später begann auch im Uralski Awtomotorny Sawod (UAmZ) die Produktion der Fahrzeuge.
Im Sawod imeni Lichatschowa endete die Produktion des ZIL-131 im Jahr 1990. Bis dahin wurden insgesamt 998.429 Lastwagen dieses Typs gebaut, alleine 48.000 im Jahr 1989. Bei UAmZ lief die Fertigung unverändert weiter bis 2002. In diesem Jahr änderte das Werk den Namen in AMUR, der Lastwagen wurde zum AMUR-531340. Als das Werk 2010 beziehungsweise 2011 in Insolvenz ging, befand sich der Lkw noch immer im Angebot und wurde somit 43 Jahre lang in Serie gebaut. Das ZIL-Werk in Moskau produzierte ab 1994 mit dem ZIL-4334 einen Nachfolger für den ZIL-131.
Viele Armeen des Warschauer Pakts nutzten den ZIL-131, unter anderem als Basisfahrzeug für den Mehrfachraketenwerfer BM-51 „Prima“ (einer Variante des BM-21). Auch die DDR importierte ihn, sowohl für zivile Zwecke als auch für die NVA. Dort kam auch die Ausführung als Sattelzugmaschine zum Einsatz.

## Modellvarianten
In der langen Produktionszeit von über 40 Jahren wurden diverse Varianten des Fahrzeugs hergestellt. Die folgende Liste erhebt keinen Anspruch auf Vollständigkeit.
- ZIL-131 – Basisversion, gebaut von 1967 bis 1986 in Moskau.
- ZIL-131A – Modell mit nicht abgeschirmter elektrischer Anlage (baugleich mit der des ZIL-130). Verschiedene kleine Änderungen wurden vorgenommen, die Wattiefe war etwas geringer als beim Serienmodell und lag bei 90 Zentimeter. Gebaut wurde das Fahrzeug ab Januar 1971.
- ZIL-131W – Sattelzugmaschine auf Basis des ZIL-131 für Auflieger bis 12 Tonnen zulässiges Gesamtgewicht. Gebaut von 1968 bis 1986.
- ZIL-131D – Ein Fahrgestell speziell für Kipper. Ein Prototyp wurde gefertigt, eine Serienproduktion erfolgte nicht.
- ZIL-131D – Die Nummer ZIL-131D wurde 1992 noch einmal verwendet. Ab diesem Zeitpunkt bezeichnete sich jedoch eine ab 1993 von UAmZ in Serie gebaute Variante mit Dieselmotor von Caterpillar.
- ZIL-131N – Modernisiertes Fahrzeug, das ab 1986 in Moskau und ab 1987 bei UAmZ gebaut wurde. Insbesondere erhielt es einen überarbeiteten Motor.
- ZIL-131NA – modernisierte Version des ZIL-131A, ab 1986 gebaut
- ZIL-131NW – modernisierte Version des ZIL-131W, ebenfalls ab 1986 gebaut
- ZIL-131N1 – Modell mit Dieselmotor des Typs D-245.20, der 105 PS (77 kW) leistet.
- ZIL-131N2 – Fahrzeug mit Dieselmotor des Typs ZIL-0550, welcher 132 PS (97 kW) leistet.
- ZIL-131S – Diese Lastwagen wurden ab Werk speziell für den Einsatz in nördlichen Regionen ausgestattet. Sie sind bis −60 °C nutzbar, verfügen über Doppelverglasung, zusätzliche Dämmung und mehr Heizleistung. Sie wurden nicht in Moskau hergestellt, sondern in einem anderen Automobilwerk. Produktionszeit war von 1980 bis 1986. Auch vom ZIL-131A gab es eine solche Version, den ZIL-131AS.
- ZIL-131NS – Modell für den Einsatz im hohen Norden auf Basis des modernisierten ZIL-131N. Gebaut ab 1987 gab es ihn auch als Sattelzugmaschine (ZIL-131NWS) und mit ungeschützter Elektrik (ZIL-131NAS).
- ZIL-131Ch – Prototyp für den Einsatz in tropischen Gebieten und Wüsten. Eine Serienfertigung erfolgte nicht.
- ZIL-137 und ZIL-137B – Diese Zugmaschinen waren mit einer zusätzlichen Zapfwelle ausgestattet, sodass über Wellen auch die Achsen eines passenden Sattelaufliegers mit angetrieben werden können. Auf diese Weise wird die Geländegängigkeit des Zugs erhöht. Im Russischen existiert die Bezeichnung „Aktiver Autozug“ (активный автопоезд, Aktiwny Awtopojesd). Die Antriebsformel war entsprechend 10×10.

Zusätzlich wurden auf dem Fahrgestell des ZIL-131 schwere Schneefräsen des Typs DE-210 (russisch ДЭ-210) aufgebaut. Sie werden durch einen großvolumigen Sechszylinder-Dieselmotor mit etwa 19,4 l Hubraum angetrieben, der sowohl das Fahrzeug als auch die Schneefräse antreibt. Der normale Lastwagenmotor wurde ausgebaut. Die Maschinen wurden dazu ausgelegt, bis zu 900 Tonnen Schnee pro Stunde zu beseitigen.
Außerdem wurden diverse Feuerwehrfahrzeuge auf Basis des ZIL-131 gebaut. In der DDR wurden einige Exemplare des TLF 24 (Tanklöschfahrzeug) auf Fahrgestellen des ZIL-131 hergestellt.

## Technische Daten
Für das Grundmodell ZIL-131 mit Pritsche und Plane, Stand 1976.
- Motor: V8-Ottomotor
- Motortyp: „ZIL-131“
- Leistung: 150 PS (110 kW) bei 3200 min−1
- Drehmoment: 41 kgm (402 Nm) bei 1800–2000 min−1
- Hubraum: 5969 cm³
  - Bohrung: 100 mm
  - Hub: 95 mm
- Verdichtung: 6,5:1
- Tankinhalt: 2×170 l
- Verbrauch (Einstellwert): 40 l/100 km
- Reichweite: 850 km
- Kupplung: Einscheibentrockenkupplung
- Getriebe: manuelles Fünfgang-Schaltgetriebe, zweistufige Geländeuntersetzung
- Höchstgeschwindigkeit: 88 km/h
- Bremsweg: 12 m (aus 30 km/h), 29 m (aus 50 km/h)
- maximal befahrbare Steigung ohne Anhänger: 58 %
- Wattiefe: 1,4 m
- Bordspannung: 12 V
- Batterie: ein Stück, 12 V, 90 Ah
- Lichtmaschine: 12 V, 40 A
- Antriebsformel: 6×6

Abmessungen und Gewichte
- Länge: 7040 mm (mit Seilwinde), 6900 mm (ohne Seilwinde)
- Breite: 2500 mm
- Höhe, unbeladen: 2480 mm (über Kabine), 2975 mm (über Plane und Spriegel)
- Radstand: 3350 mm + 1250 mm
- Spurweite: 1820 mm
- Bodenfreiheit: 330 mm
- Innenmaße der Ladefläche: 3600 × 2322 × 342 mm
- Wendekreis: 21,6 m, gemessen am Kotflügel
- Leergewicht: 6700 kg (mit Seilwinde), 6460 kg (ohne Seilwinde)
- zulässiges Gesamtgewicht: max. 11.925 kg
- Zuladung:
  - im Gelände oder mit Anhänger: 3500 kg
  - auf befestigten Straßen ohne Anhänger: 5000 kg
- zulässige Anhängelast:
  - im Gelände: 4000 kg
  - auf befestigten Straßen bei max. 3500 kg Zuladung auf dem Lkw: 6500 kg